# 博布利
51°0′24″N 24°29′49″E / 51.00667°N 24.49694°E
博布利（烏克蘭語：Бобли），是烏克蘭的村落，位於該國西部沃倫州，由科韋利區負責管轄，始建於1508年，面積6.68平方公里，海拔高度195米，2001年人口956，人口密度每平方公里143.11人。